# Wittnau (Niemcy)
Wittnau – gmina w Niemczech, w kraju związkowym Badenia-Wirtembergia, w rejencji Fryburg, w regionie Südlicher Oberrhein, w powiecie Breisgau-Hochschwarzwald, wchodzi w skład związku gmin Verwaltungsgemeinschaft Hexental. Leży całkowicie w obszarze krajobrazowym Hexental, ok. 7 km na południe od Fryburga Bryzgowijskiego, pomiędzy Au a Sölden.